# Luka Connor
Pour les articles homonymes, voir Connor.

a Compétitions nationales et continentales officielles uniquement.

b Matchs officiels uniquement.
Dernière mise à jour le 23 juillet 2025.
Luka Connor, née le 24 septembre 1996 à Opotiki (Nouvelle-Zélande), est une joueuse internationale néo-zélandaise de rugby à XV évoluant au poste de talonneuse. Licenciée au club de Rangataua, elle joue avec les Chiefs Manawa en Super Rugby Aupiki.

## Biographie
Luka Connor naît le 24 septembre 1996 à Opotiki en Nouvelle-Zélande. Fille d'un tondeur de moutons, elle vit une enfance au grand air avec ses trois frères : leur temps libre est occupé par la pêche, le moto-cross, la chasse, et le rugby à XV dans le jardin familial. Elle explique que ses ainés « jouaient dur » et reste persuadée que cette pratique sauvage l'a préparée au sport de niveau. Pendant toute sa scolarité, elle joue dans des équipes de garçons. Mais elle intègre par la suite un lycée qui dispose d'une équipe féminine, et elle entame ainsi une pratique non mixte du rugby. Son entraineuse est la triple championne du monde Exia Shelford-Edwards. Luka Connor raconte avoir un jour vu son entraineuse portant la veste de survêtement des Black Ferns. Envieuse, elle lui a demandé de lui prêter, ce à quoi Exia Shelford lui a répondu : « Gagne la tienne. ».
À partir de 2014, elle joue avec la sélection provinciale de Bay of Plenty au poste de troisième ligne. L'équipe, réactivée après plusieurs années de mise en sommeil, joue en deuxième division et enchaine les très lourdes défaites. Luka Connor se consacre à plein-temps au rugby, avec l'objectif d'être appelée avec les Black Ferns.
En 2017, Bay of Plenty montent en première division et Luka Connor est appelée pour la première fois à un stage national. Mais en décembre elle se rompt les ligaments croisés et 2018 est une saison blanche pour elle. Elle passe toute l'année en rééducation, avec les Black Ferns en tête.
En 2019, elle est mise sous contrat par la Fédération néo-zélandaise et le 28 juin, elle gagne sa première sélection contre le Canada.
En 2021, elle est sélectionnée par les Chiefs Manawa pour le premier match de leur histoire à l'Eden Park. Par la suite, elle est mise sous contrat pour disputer la première saison du Super Rugby Aupiki.
En 2022, Luka Connor dispute la Pacific Four Series avec les Black Ferns, ainsi que les deux test matchs contre les Wallaroos. En 2022, elle joue pour la franchise des Chiefs Manawa. Elle compte huit sélections en équipe nationale quand elle est retenue en septembre pour disputer la Coupe du monde organisée en Nouvelle-Zélande. Elle inscrit notamment un doublé en quart contre les Galloises.
En 2023, elle dispute et gagne à nouveau la Pacific Four Series[réf. nécessaire]. En Super Rugby Aupiki, elle inscrit un triplé lors de la première journée. À l'automne, elle participe au WXV où les Néozélandaises finissent quatrièmes.
Elle est sélectionnée pour la Pacific Four Series 2024, puis pour le WXV.
En 2025, les Chiefs Manawa font une saison décevante et ne se qualifient pas pour la finale du Super Rugby Aupiki. Luka Connor fait partie des joueuses qui ne sont pas rappelées avec les Black Ferns : lui sont préférées Georgia Ponsonby, Atlanta Lolohea et Vici-Rose Green (en). Elle fait toutefois partie de l'équipe réserve qui part en tournée en Afrique du Sud.

## Palmarès

### En franchise
- Vainqueur du Super Rugby Aupiki en 2022.
- Finaliste du Super Rugby Aupiki en 2023 et 2024.

### En équipe nationale
- Vainqueur de la Coupe du monde en 2021.
- Vainqueur de la Pacific Four Series en 2022 et 2023.